# 群体
| 生命の階層 |            |
| 生態系     | ecosystem  |
| 生物群集   | community  |
| 個体群     | population |
| 個体       | individual |
| 器官       | organ      |
| 組織       | tissue     |
| 細胞       | cell       |
| 細胞小器官 | organelle  |
| 分子       | molecule   |
| その他     |            |
| 群体       | colony     |
| 定数群体   | coenobium  |

群体 (ぐんたい、英: colony) とは、無性生殖によって増殖した多数の個体がくっついたままで、一つの個体のような状態になっているもののことである。主として動物および藻類に対して使われる。
動物の場合と藻類の場合では使われ方が若干異なっている。また、藻類には定数群体というものもある。

## 動物の群体
分裂や出芽などの無性生殖によって数が増えても、そのままくっついているのが、動物の群体である。
分類群でいえば刺胞動物門のヒドロ虫類、管クラゲ類、サンゴ、ヤギ（海楊）類など、内肛動物門、外肛動物門のコケムシ類、脊索動物門のホヤ、サルパなどに見られる。特にサンゴの場合ほとんどは群体であり、群体ではないものをわざわざ単体サンゴと呼ぶほどである。
サンゴやヤギ類など、固着性のものでは、個々の動物体がずらりとならんで、全体として枝状やマット状などの形をあらわす。固着性の動物には、群体を形成するものが多い。
原生生物でも、繊毛虫類のエダワカレツリガネムシは、不規則に枝分かれした枝先に個々の細胞がくっついた形をしている。これに類するものは他にもあるが、このようなものは、この範疇に入ると見ていいだろう。
なお、管クラゲやヒドロ虫類では個々の個体の分化が激しく、栄養個体、触手個体、生殖個体などと区別され、生殖にかかわるものは少数である。また、コケムシ類では少数の個体が群体の清掃や防衛にかかわる鳥頭体や振鞭体などに分化している。つまり、繁殖に参加しない個体がいる訳で、これは社会性昆虫に見られる真社会性の定義に当てはまる。社会生物学の立場からいえば、これらの群体は無性生殖によって増殖した個体が集合したものであるから、血縁度は最高で、したがって、真社会性が出現する可能性は高いと言える。ただし、社会性動物と言われることはまずない。そう言うには個体間が密着しすぎているとの判断になろう。

## 藻類の群体
藻類の場合、群体という用語の使い方に若干の混乱がある。
藻類には単細胞のもの、少数の細胞からなるもの、多細胞で細胞を増やして成長するものなどがある。藻類の場合、ごく近縁なグループであっても、多細胞化の程度に大きな差があることは珍しくない。その中で、多細胞藻類を群体と呼ぶ場合もある。
このうち、単細胞や、少数細胞からなるまとまった形のもの、あるいは糸状の藻体をもつものなどに、多数の藻体が、互いに寒天状の物質などを介して、一つにまとまった形を取るものがある。これを藻類では群体と呼ぶのがもっともふさわしいと思われる。
たとえばイシクラゲやネンジュモなどは、全体としては寒天質の平らな塊状であるが、顕微鏡下で見ると、数珠繋ぎの細胞からなる糸状の藻体がその中に多数あり、それぞれ互いにつながっているわけではない。これなど、藻類の群体のよい例である。
往々にして『単細胞のものが分裂しても離れずにいるものを群体』という定義を見かけるが、細胞分裂しても離れなければ、それは多細胞である。藻類の場合、細胞そのものが自活できるから、多細胞であっても細胞の分化はほとんど見られないものも多い。
したがって、個々の単位が明白で、多細胞には見えないような、しかも多数が寄り集まっていると見える構造、となれば、上記のようなものになる。

## 定数群体
緑藻類のボルボックス、ユードリナなどの仲間、クンショウモ、イカダモ、アミミドロなどの藻類は、その体が複数細胞から出来ているものの、細胞分裂によって成長する多細胞体ではない。彼らの細胞数は成長の途中でも一定の数を保つ。無性生殖では、母群体の細胞がそれぞれに分裂を繰り返し、娘群体の形が出来上がると独立し、そのままの細胞数で成長する。このようなものを細胞数が決まっている事から定数群体と呼ぶ。細胞群体とも呼ばれる。

## 多細胞化と群体
群体は、特にボルボックスは多細胞生物への進化の段階と関連して紹介されることがたびたびあるが、この理由はおそらく二つある。
一つは、動物の多細胞化を説明するための初期の仮説として、エルンスト・ヘッケルが主張した考えに基づく。彼は、動物の発生は進化の道筋をたどるという、反復説を唱え、動物の発生初期に、ほぼ共通に現れる胞胚の構造が、多細胞化の第一歩だったと考えた。具体的には、外面に鞭毛を並べ、中空の球形に細胞が並んだ構造を想定した。すると、現生の生物では、ボルボックスの構造がこれに近い。ただし、ボルボックスは緑藻であり、明らかに動物とは系統を異にする。また、鞭毛虫など、より動物っぽいものでは、これに似たものはあまりない。ヘッケル自身が想定したのも、動物的な鞭毛虫がボルボックスのような構造をとったものである。彼はそれに当たる生物を発見したとし、発表もしているが、この生物はその後確認されておらず、彼による誤認であるか、あるいは彼に批判的な立場からは捏造だったのではないかと言われる。
もう一つは、ボルボックスが生殖細胞を分化させているためである。他の細胞群体では、構成細胞がすべて生殖細胞として機能するが、ボルボックスでは、その一部だけが生殖細胞として働き、他の細胞は子孫を残さない。しかし、この系統では、これ以上高度な分化を果たしたものは見あたらず、一種の進化の袋小路と見られる。
現在では、動物の多細胞化は、襟鞭毛虫類の群体から進化したと言う説が有力視されている。